# An Phú, Ninh Kiều
An Phú là một phường cũ thuộc quận Ninh Kiều, thành phố Cần Thơ, Việt Nam.

## Địa lý
Phường An Phú nằm ở phía trung tâm quận Ninh Kiều, có vị trí địa lý:
- Phía đông giáp các phường Tân An và An Cư
- Phía tây giáp phường Xuân Khánh và An Nghiệp
- Phía nam giáp phường Xuân Khánh
- Phía bắc giáp các phường An Nghiệp và An Cư.

Phường An Phú có diện tích 0,50 km², dân số năm 2022 là 10.851 người, mật độ dân số đạt 21.702 người/km².

## Lịch sử
Trước đây, An Phú là một phường thuộc thành phố Cần Thơ, tỉnh Cần Thơ cũ, được thành lập vào ngày 21 tháng 4 năm 1979 trên cơ sở một phần diện tích và dân số của phường An Nghiệp.
Ngày 2 tháng 1 năm 2004, Chính phủ ban hành Nghị định 05/2004/NĐ-CP. Theo đó, chuyển phường An Phú về quận Ninh Kiều mới thành lập.
Ngày 28 tháng 9 năm 2024, Ủy ban Thường vụ Quốc hội ban hành Nghị quyết số 1192/NQ-UBTVQH15 về việc sắp xếp đơn vị hành chính cấp xã của thành phố Cần Thơ giai đoạn 2023 – 2025 (nghị quyết có hiệu lực từ ngày 1 tháng 11 năm 2024). Theo đó, sáp nhập toàn bộ 0,50 km² diện tích tự nhiên và quy mô dân số là 10.851 người của phường An Phú vào phường Thới Bình.